# Nanduk barwnowłosy
Nanduk barwnowłosy (Nhandu coloratovillosus) – gatunek pająka z infrarzędu ptaszników i rodziny ptasznikowatych. Endemit Brazylii.

## Taksonomia i ewolucja
|  | N. carapoensis                                                      |
|  |                                                                     |
|  | \| \| N. coloratovillosus \| \| \| \| \| \| N. tripepii \| \| \| \| |
|  |                                                                     |
|  | N. coloratovillosus                                                 |
|  |                                                                     |
|  | N. tripepii                                                         |
|  |                                                                     |

|  | N. coloratovillosus |
|  |                     |
|  | N. tripepii         |
|  |                     |

|  | N. carapoensis                                                      |
|  |                                                                     |
|  | \| \| N. coloratovillosus \| \| \| \| \| \| N. tripepii \| \| \| \| |
|  |                                                                     |
|  | N. coloratovillosus                                                 |
|  |                                                                     |
|  | N. tripepii                                                         |
|  |                                                                     |

|  | N. coloratovillosus |
|  |                     |
|  | N. tripepii         |
|  |                     |

Gatunek ten opisany został po raz pierwszy w 1998 roku przez Güntera E.W. Schmidta na łamach „Arachnologisches Magazin” pod nazwą Brazilopelma coloratovillosum. Jako miejsce typowe wskazano północną Brazylię. Oryginalnego opisu dokonano na podstawie trzech wylinek należących do samicy, ale jeszcze w tym samym roku Schmidt we współpracy z Robertem Sammem opublikował opis samca. Rodzaj Brazilopelma zsynonimizowany został z Nhandu w 2001 roku przez Rogéria Bertaniego na podstawie wyników analizy filogenetycznej i stąd obecna kombinacja.
Według wyników wspomnianej analizy filogenetycznej omawiany gatunek zajmuje pozycję siostrzaną względem nanduka różowowłosego (N. tripepii), tworząc z nim klad siostrzany dla nanduka czerwonowłosego (N. carapoensis), podczas gdy nanduk sawannowy (N. cerradensis) zajmuje w obrębie rodzaju pozycję bazalną.

## Morfologia
Samice osiągają średnio 8 cm długości ciała, a samce średnio 6 cm, przy czym te pierwsze są masywniejszej budowy. Ubarwienie osobników dorosłych jest głównie ciemnobrązowe z jasnobeżowymi szczytami członów nasadowych szczękoczułków i obrzeżeniem karapaksu, szarymi sternum i spodami bioder, czerwonawym owłosieniem opistosomy (odwłoka), a odnóżami szarobrązowymi do niemal czarnych, miejscami zaróżowionych, z szerokimi, podłużnymi przepaskami białawymi i bez białego obrączkowania. Ogólnie wzór barwny u samic jest mniej kontrastujący niż u samców. Ubarwienie dorosłe osiągane jest w okolicach siódmej wylinki.

### Prosoma
Karapaks jest dłuższy niż szerszy, o lekko wyniesionej i sklepionej części głowowej, wyraźnie zaznaczonych rowkach głowowych i tułowiowych oraz krótkiej, głębokiej, lekko ku przodowi wygiętej jamce. Na owłosienie karapaksu składają się włoski krótkie i smukłe oraz mniej liczne, u samicy znacznie liczniejsze niż u samca włoski bardzo długie i zakręcone. W widoku górnym oczy przednio-środkowe leżą bardziej z tyłu niż przednio-boczne, a tylno-środkowe bardziej z przodu niż tylno-boczne. Nieznacznie tylko szerszą niż dłuższą wargę dolną zbroi ponad setka kuspuli. Prawie prostokątne szczęki mają płat przedni wyciągnięty w wyrostek stożkowaty, a kąty wewnętrzne opatrzone ponad setką kuspuli. Dłuższe niż szersze sternum oraz biodra mają krótkie i cienkie włoski.
Odnóża z wierzchu i od spodu obficie porastają długie włoski. U samca pierwsza ich para ma na goleni apofizę (hak) z dwiema osadzonymi na wspólnej podstawie, prostymi gałęziami, z których tylno-boczna jest pośrodku przewężona, a nadstopie wykrzywione tak, że w pozycji napiętej wchodzi w kontakt z wierzchołkiem wspomnianej gałęzi tylno-bocznej.

### Opistosoma
Opistosoma (odwłok) u obu płci ma włoski drażniące typu I i III.

### Narządy kopulacyjne

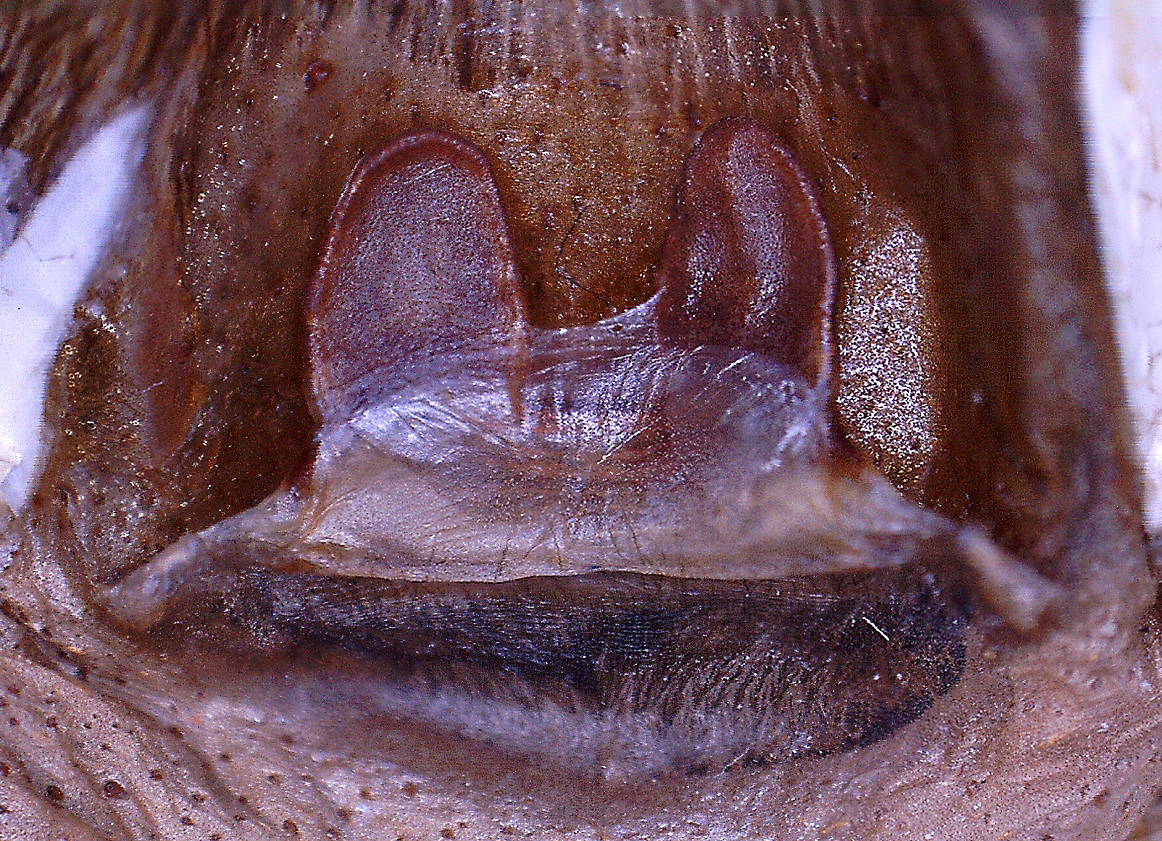
Spermateki

Nogogłaszczki samca mają gruszkowaty bulbus z krótkim, nieco bocznie w odsiebnym odcinku spłaszczonym embolusem, zaopatrzonym w kile przednio-boczne, z których prolateralny górny tworzy odsiebnie krawędź embolusa, retrolateralny jest wydatny i zaostrzony, a subapikalny dobrze wykształcony, trójkątny i obrzeżony drobnymi ząbkami.
Genitalia samicy zawierają długie spermateki o częściach nasadowych równie szerokich co wierzchołkowe, znacznie dłuższe niż u nanduka czerwonowłosego i nanduka sawannowego, natomiast niemal nieodróżnialne od tych u nanduka różowowłosego (samicę od tego gatunku odróżnić można po wzorze barwnym odnóży).

## Ekologia i występowanie
Ptasznik ten bytuje w równikowych lasach deszczowych. Bytuje na powierzchni ziemi, dzień spędzając w kryjówkach, czasem samodzielnie wygrzebanych, niewielkich norkach między korzeniami drzew.
Gatunek neotropikalny, południowoamerykański, endemiczny dla amazońskiej części Brazylii. Znany jest ze stanów Pará i Tocantins oraz wschodnich części stanów Mato Grosso i Mato Grosso do Sul.